# حسن صالح حمیدزیچ
حسن صالح حمیدژیچ (بوسنیایی: Hasan Salihamidžić؛ زادهٔ ۱ ژانویهٔ ۱۹۷۷) یک بازیکن فوتبال اهل بوسنی و هرزگوین و مدیر ورزشی سابق بایرن مونیخ بود.باشگاه بایرن مونیخ دقایقی پس از قهرمانی این تیم در رقابتی حساس با دورتموند در فصل ۲۰۲۲-۲۰۲۳ ، در تصمیمی عجیب 
، حمیدژیچ و الیور کان را از سمت مدیریت ورزشی بایرن مونیخ اخراج شدند . نام پدر وی که یک شهروند اهل بوسنی هست احمد صالح حمیدژیچ است
از باشگاه‌هایی که در آن بازی کرده‌است می‌توان به یوونتوس، هامبورگ، بایرن مونیخ اشاره کرد. وی همچنین در تیم ملی فوتبال بوسنی و هرزگوین بازی کرده‌است.
او در ۳۱ ژوئیه ۲۰۱۷ مدیر ورزشی باشگاه بایرن مونیخ شد. وی اولین گل ملی تاریخ بوسنی را زده است.